# Језерани
Језерани (мкд. Езерани) су насеље у Северној Македонији, у јужном делу државе. Језерани припадају општини Ресан.

## Географија
Насеље Језерани је смештено у југозападном делу Северне Македоније. Од најближег већег града, Битоља, насеље је удаљено 40 km западно, а од општинског средишта 15 јужно.
Језерани се налазе у области Горње Преспе, области која заузима виши део котлине Преспанског језера. Насеље је смештено у пољу северно од Преспанског језера. Поље је махом под воћем. Даље, ка истоку издиже планина Баба са врхом Пелистером. Надморска висина насеља је приближно 860 метара.
Клима у насељу је планинска због знатне надморске висине.

## Становништво
Језерани су према последњем попису из 2002. године имали 203 становника.
Претежно становништво у насељу су етнички Македонци (100%).
Већинска вероисповест је православље.